# Pickens (Carolina del Sud)
Pickens és una població dels Estats Units a l'estat de Carolina del Sud. Segons el cens del 2000 tenia 3.012 habitants.

## Demografia
Segons el cens del 2000, Pickens tenia 3.012 habitants, 1.281 habitatges i 794 famílies. La densitat de població era de 474,7 habitants/km².
Dels 1.281 habitatges en un 27,9% hi vivien nens de menys de 18 anys, en un 40,8% hi vivien parelles casades, en un 17,7% dones solteres, i en un 38% no eren unitats familiars. En el 34,4% dels habitatges hi vivien persones soles el 15,6% de les quals corresponia a persones de 65 anys o més que vivien soles. El nombre mitjà de persones vivint en cada habitatge era de 2,26 i el nombre mitjà de persones que vivien en cada família era de 2,88.
Per edats la població es repartia de la següent manera: un 22,5% tenia menys de 18 anys, un 9,1% entre 18 i 24, un 26,6% entre 25 i 44, un 20,8% de 45 a 60 i un 21% 65 anys o més.
L'edat mediana era de 38 anys. Per cada 100 dones de 18 o més anys hi havia 78 homes.
La renda mediana per habitatge era de 26.364 $ i la renda mediana per família de 36.316 $. Els homes tenien una renda mediana de 27.316 $ mentre que les dones 19.706 $. La renda per capita de la població era de 16.436 $. Entorn del 12,7% de les famílies i el 20% de la població estaven per davall del llindar de pobresa.

## Poblacions més properes
El següent diagrama mostra les poblacions més properes.